# Hamilton MacFadden
Hamilton MacFadden (26 de abril de 1901 – enero de 1977) fue un director, actor y guionista cinematográfico de nacionalidad estadounidense.

## Biografía
Nacido en Boston, Massachusetts, inició su carrera artística en el circuito de Broadway en los años 1920, trasladándose después a Hollywood para trabajar en el cine. Allí, a principios de la década de 1930, fue director contratado de Fox Film Corporation. McFadden dirigió diversas películas para la productora, entre ellas varias entregas de la serie cinematográfica de Charlie Chan, como Charlie Chan Carries On (1931). En 1934, y tras la fusión de Fox con 20th Century Pictures, finalizó su contrato. A partir de entonces hizo trabajos ocasionales como director a la vez que pequeñas actuaciones en papeles de reparto.
Hamilton MacFadden falleció en 1977 en Nueva York, Estados Unidos.

## Selección de su filmografía

### Director
- Crazy That Way (1930)
- Oh, For a Man! (1930)
- Charlie Chan Carries On (1931)
- The Black Camel (1931)
- Riders of the Purple Sage (1931)
- Charlie Chan's Greatest Case (1933)
- Stand Up and Cheer! (1934)
- Sea Racketeers (1937)
- The Legion of Missing Men (1937)
- Escape by Night (1937)
- It Can't Last Forever (1937)
- Inside the Law (1942)

### Actor
- Tarnished Angel (1938)
- The Jones Family in Hollywood (1939)
- Shooting High (1940)
- Pier 13 (1940)
- Charlie Chan in Rio (1941)
- Sleepers West (1941)
- Wilson (1944)